# Princeton, New Jersey
Princeton är en stad i Mercer County i västra New Jersey i USA, cirka 60 km sydväst om Newark. Området fick sin första bosättning 1696 då det bosattes av kväkare.
I staden finns ett berömt universitet, Princeton University, och forskningscentrumet Institute for Advanced Study.

## Politik
Invånarna i Princeton tenderar att rösta på demokraterna. I presidentvalet 2016 röstade ca 80 procent för demokraternas kandidat medan ca 15 procent röstade för republikanernas kandidat. Även Mercer County som helhet tenderar att rösta på demokraterna, dock inte i lika stor utsträckning som invånarna i Princeton.